# Miss Congeniality 2: Armed and Fabulous
Miss Congeniality 2: Armed and Fabulous (titulada: Miss Agente Especial 2: Armada y fabulosa en España y Miss Simpatía 2: Armada y fabulosa en Hispanoamérica), es una película cómica estrenada el 24 de marzo de 2005 en Estados Unidos, el 23 de marzo del mismo año en España y el 15 y 21 de abril en México y Argentina, respectivamente. Protagonizada por Sandra Bullock.  Dirigida por John Pasquin. Secuela de Miss Congeniality (2000).

## Argumento
La agente Hart, se enfrenta a su nueva realidad de ser una celebridad y lo que conlleva llevar ser una nueva cara bonita; enfrentándose de igual forma a realidad pasada con su nueva compañera Fuller.

## Sinopsis
La agente Gracie Hart (Sandra Bullock), tras frustrar el atentado en el concurso de belleza de Miss Estados Unidos; obtiene el título de Miss Simpatía y, asimismo, un reconocimiento que cambiaría su forma de trabajar para el FBI.
Después de una fallida misión encubierto, donde fue reconocida por las asaltantes como agente del FBI; la directiva toma la iniciativa de darle un nuevo puesto como la imagen de la agencia ante los medios de comunicación, cumpliendo con las labores de asistir a eventos, entrevistas y encuentros. Gracie no muy convencida de la nueva propuesta, acepta después de una decepción amorosa con su excompañero Eric Matthews.
De igual manera, la directiva le asigna una guardaespaldas, la agente Sam Fuller (Regina King); quien no está muy entusiasmada de esta labor, ya que por su personalidad ruda y estoica choca con la nueva personalidad de Gracie, quien ahora es bastante femenina y vanidosa.
En uno de sus nuevos eventos promocionando su nuevo libro, le llega la infortunada noticia del secuestro de su gran amiga Cheryl Frasier (Heather Burns), junto con el presentador del concurso, Stan Fields (William Shatner); quienes son respectivamente reina y presentador del concurso de belleza Miss Estados Unidos. 
La gente se dirige al director del FBI en Nevada, Walter Collins (Treat Williams), para dar su apoyo en el rescate de Miss Estados Unidos. El director, sin pensarlo mucho, la descarta asegurándole que todo estará bajo control de los agentes encargados, y sus responsabilidades es dirigirse a la prensa en un mensaje en ánimo y esperanza a los ciudadanos.
La agente, no conforme con esta respuesta, decide tomar por sus medios la búsqueda de su amiga, con la ayuda de Fuller, el agente Jeff Foreman (Enrique Murciano) y su nuevo asesor de imagen, Joel Meyers (Diedrich Bader). En su búsqueda, descubre que el objetivo del secuestro era Stan, por problemas personales con personas peligrosas; pero su investigación es descubierta por la exnovia de Foreman, la agente Janet McKaren (Elisabeth Röhm), y el director Collins; quien les da la orden de regresar a la ciudad y abandonen el caso.
Gracie se sintiéndose derrotada, por las palabras duras de Collins, en las que la acusaba de ser beneficiada de una fama con la que logró ser ascendida. Es animada por Fuller a continuar con la búsqueda de Miss Estados Unidos, para demostrar que puede logar más de lo que muchos piensan.
En su investigación, y gracias a las pruebas de supervivencia de los secuestradores, la agente descubre que los secuestradores son los hermanos Steele; Karl (Nick Offerman) y Lou (Abraham Benrubi). Y que dejarían a Cheryl y a Stan, dentro de un barco que se hundiría al final de la obra de teatro basada en "La isla del tesoro".
Junto con Fuller, luchan contra los secuestradores, y salvan a Cheryl y a Stan de ahogarse, aumentando la admiración de la prensa por las heroínas Gracie Hard y Sam Fuller; a pesar de que Collins en un intento fallido tratara de aludirse el rescate de Miss Estados Unidos.
Al final Gracie, cumple con su promesa de asistir a la escuela de una admiradora, Priscilla (Molly Gottlieb), para que pudiera hablar sobre el libro que se escribió en base de la vida de la agente. Esta le reafirma una enseñanza que comprendió trabajando con Fuller, de no perder la esencia; a pesar de los cambios que pueda tener tu entorno.

## Reparto
- Sandra Bullock como Gracie Hart.
- Regina King como Sam Fuller.
- Heather Burns como Sheryl Frasier.
- William Shatner como Stan Fields.
- Ernie Hudson como Harry McDonald.
- Treat Williams como Walter Collins.
- Enrique Murciano como Jeff Foreman.
- Elisabeth Röhm como Janet McKaren
- Nick Offerman como Karl Steele
- Abraham Benrubi como Lou Steele
- Molly Gottlieb como Priscilla
- Dolly Parton (cameo).

## Producción
Se empezó a rodar el 12 de abril de 2004. La filmación tuvo lugar en las ciudades estadounidenses de Nueva York, Los Ángeles y Las Vegas; en este último emplazamiento sirvieron como escenario el Venetian Hotel y el hotel Treasure Island. Una fuerte tormenta de arena el 11 de mayo de 2004 impidió que se pudiera llevar a cabo la filmación en los alrededores del Hotel Treasure Island, por lo que ese día el rodaje fue cancelado.

## Recepción

### Taquilla
Miss Congeniality 2: Armed and Fabulous se estrenó el 24 de marzo de 2005 en Norteamérica. Durante su primer día en exhibición sumó $3 millones convirtiéndose en la opción más vista de la jornada. Proyectada en 2.233 salas la recaudación durante su primer fin de semana fue de $14 millones, con una media por sala de $4.343 dólares, quedando posicionada en la tabla por delante de The Ring Two y por detrás de Guess Who. Acumuló $48.4 millones en Estados Unidos y Canadá. Fuera de las fronteras de América del Norte generó casi $53 millones. Reino Unido, con $10.1 millones, fue el territorio donde más éxito comercial cosechó, seguido de Australia con $6.2 millones, Alemania con $4.5 millones y México con $3.2 millones. Los dos millones en ingresos fueron superados en España con $2.4 millones y Brasil con $2.2 millones. Tras su exhibición mundial la película llegó al monto final de $101.3 millones. El presupuesto invertido en la producción fue de $45 millones, algunas fuentes lo sitúan en los $60 millones.

### Respuesta crítica
Miss Conegniality 2: Armed and Fabulous recibió críticas negativas. La película tiene un 15 % de comentarios positivos en Rotten Tomatoes basado en 145 reseñas con una media de 4 sobre 10 y con el siguiente consenso: «Sandra Bullock sigue siendo tan atractiva como siempre, lástima que la película no sea un concurso de belleza». Metacritic, que asigna una media ponderada, otorgó a la cinta un 34 % de comentarios positivos basado en 33 reseñas de las cuales cuatro catalogó como positivas. Robert Khoeler la definió para Variety como «floja e inofensiva». 
Mike Clark escribió en el USA Today que era «esporádicamente divertida y algunas veces penosa». Jen Chaney la describió para The Washington Post como «un affair sin ninguna gracia». Brian Orndorf dijo que era «una agria, aburrida, y nada divertida broma de 115 minutos. Puede que vaya armada, pero sin lugar a dudas no es fabulosa». Judy Chia Hui Hsu se mostró más amable con la película y sañaló en el Seattle Times que era «entretenida y encantadora». David Foucher opinó para EDGE Boston que «Sandra Bullock y Marc Lawrence nos traen una secuela que es igual de simpática que la primera película… y eso es un todo un logro».

### Premios
| Año  | Premio             | Categoría               | Persona(s)                 | Resultado  |
| ---- | ------------------ | ----------------------- | -------------------------- | ---------- |
| 2005 | Premios BET        | Mejor actriz            | Regina King                | Ganadora   |
| 2005 | BET Comedy Awards  | Mejor actriz de reparto | Regina King                | Candidata  |
| 2005 | Teen Choice Awards | Actriz - Comedia        | Sandra Bullock             | Ganadora   |
| 2005 | Teen Choice Awards | Escena de baile         | Sandra Bullock Regina King | Candidatas |